# Millora vegetal

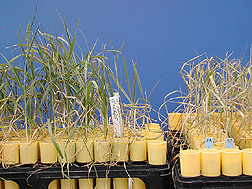
El cultivar de blat Yecoro (a la dreta) és sensible a la salinitat, les plantes resultants d'un creuament híbrid amb el cultivar W4910 (a l'esquerra) mostren una tolerància més gran a la salinitat

La millora vegetal és l'art i la ciència de canviar la genètica de les plantes en benefici de la humanitat. Hi ha diverses aproximacions a la millora genètica: la més simple, consisteix a seleccionar les plantes més vigoroses amb la finalitat que actuin de parentals durant creuaments dirigits, cosa que en principi transmetrà aquest vigor a la progènie; no obstant, existeixen tècniques moleculars més avançades que ajuden a aquesta selecció, (vegeu cultivar o cultigen).
El seu objectiu és el de desenvolupar varietats de major productivitat, resistència a patògens, resistència a estrès o de línies adaptadeas a condicions locals.

## Història
La millora vegetal és una disciplina de fa milers d'anys, propera a l'origen de la civilització. Actualment la practiquen agricultors i jardiners, així com els milloradors vegetals emprats per institucions del govern, universitats i indústries del sector.
La millora vegetal es va iniciar amb l'agricultura sedentària i particularment amb la domesticació de les primeres plantes agrícoles, que s'estima que va fer-se des de fa 9.000 anys.
Una vegada que van ser conegudes les esperiències de Gregor Mendel amb les plantes, i es va establir l'herència mendeliana, es va donar impuls a la millora vegetal científica.

## Fitomillora clàssica

El cultiu selectiu va ampliar els trets desitjats de la planta de col silvestre (Brassica oleracea) durant centenars d'anys, la qual cosa va resultar en dotzenes de cultius agrícoles actuals. La col, la col verda, el bròcoli i la coliflor són tots conreus d'aquesta planta..

Una de les principals tècniques de fitomillora és la selecció, el procés de propagar selectivament plantes amb característiques desitjables i eliminar o "sacrificar" aquelles amb característiques menys desitjables.
Una altra tècnica és el mestissatge deliberat (creuament) d'individus parents propers o llunyans per produir noves varietats o línies de cultius amb propietats desitjables. Les plantes es creuen per introduir trets / gens d'una varietat o línia en un nou rerefons genètic. Per exemple, una floridura resistent a pèsol pot ser creuat amb un alt rendiment, però susceptible de pèsol, l'objectiu del ser creu per introduir resistència a la floridura sense perdre les característiques d'alt rendiment. La progenie de l'encreuament es creuaria després amb el progenitor d'alt rendiment per garantir que la progenie fos més semblant al progenitor d'alt rendiment (retroencreuament). La progenie d'aquest encreuament s'analitzaria després per determinar el rendiment (selecció, com es va descriure anteriorment) i la resistència a la floridura i les plantes resistents d'alt rendiment es desenvoluparien més. Les plantes també poden creuar-se amb elles mateixes per produir varietats consanguínies per a la reproducció. Els pol·linitzadors poden ser exclosos mitjançant l'ús de borses de pol·linització .
La reproducció clàssica es basa en gran manera en la recombinació homòloga entre cromosomes per generar diversitat genètica. El fitomillorador clàssic també pot fer ús de diverses tècniques in vitro com la fusió de protoplasts, el rescat d'embrions o la mutagènesi (veure més a baix) per generar diversitat i produir plantes híbrides que no existirien en la naturalesa.
Els trets que els criadors han intentat incorporar a les plantes de cultiu inclouen:
- Qualitat millorada, com a major nutrició, millor sabor o major bellesa
- Major rendiment del cultiu.
- Major tolerància a les pressions ambientals (salinitat, temperatures extremes, sequera)
- Resistència a virus, fongs i bacteris.
- Major tolerància a les plagues d'insectes.
- Major tolerància a herbicides.
- Major període d'emmagatzematge per a la collita recol·lectada

### Abans de la Segona Guerra Mundial

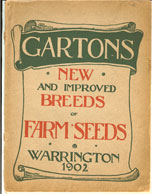
Catàleg de llavors de Garton de 1902

Les empreses comercials reeixides de Fitomillora es van fundar a finalitats del segle xix. Gartons Agricultural Plant Breeders a Anglaterra va ser establert en la dècada de 1890 per John Garton, qui va anar un dels primers a comercialitzar noves varietats de cultius agrícoles creats mitjançant pol·linització creuada. La primera introducció de l'empresa va ser Abundance Oat, una de les primeres varietats de cereals agrícoles obtingudes a partir d'un encreuament controlat, introduïda en el comerç en 1892.
A principis del segle xx, els fitomilloradors es van adonar que les troballes de Mendel sobre la naturalesa no aleatòria de l'herència es podien aplicar a les poblacions de plàntules produïdes mitjançant pol·linitzacions deliberades per predir les freqüències de diferents tipus. Els híbrids de blat es van obtenir per augmentar la producció agrícola d'Itàlia durant la trucada " Batalla pel gra " (1925-1940). L'heterosi va ser explicada per George Harrison Shull. Descriu la tendència de la progenie d'un encreuament específic a superar a tots dos pares. La detecció de la utilitat de l'heterosi per la Fitomillora ha portat al desenvolupament de línies endogàmiques que revelen un avantatge de rendiment heteroic quan es creuen. El blat de moro va ser la primera espècie en la qual es va utilitzar àmpliament l'heterosi per produir híbrids.
També es van desenvolupar mètodes estadístics per analitzar l'acció dels gens i distingir la variació hereditària de la variació causada pel medi ambient. En 1933, Marcus Morton Rhoades va descriure una altra important tècnica de millorament, l'esterilitat masculina citoplasmàtica (CMS), desenvolupada en el blat de moro. El CMS és un tret heretat de la mare que fa que la planta produeixi pol·len estèril. Això permet la producció d'híbrids sense la necessitat d'un desespillat intensiu en mà d'obra.
Aquestes primeres tècniques de reproducció van donar com resultat un gran augment del rendiment als Estats Units a principis del segle xx. No es van produir augments de rendiment similars en altres llocs fins al cap de la Segona Guerra Mundial, la Revolució Verda va augmentar la producció de cultius al món en desenvolupament en la dècada de 1960.

### Després de la Segona Guerra Mundial

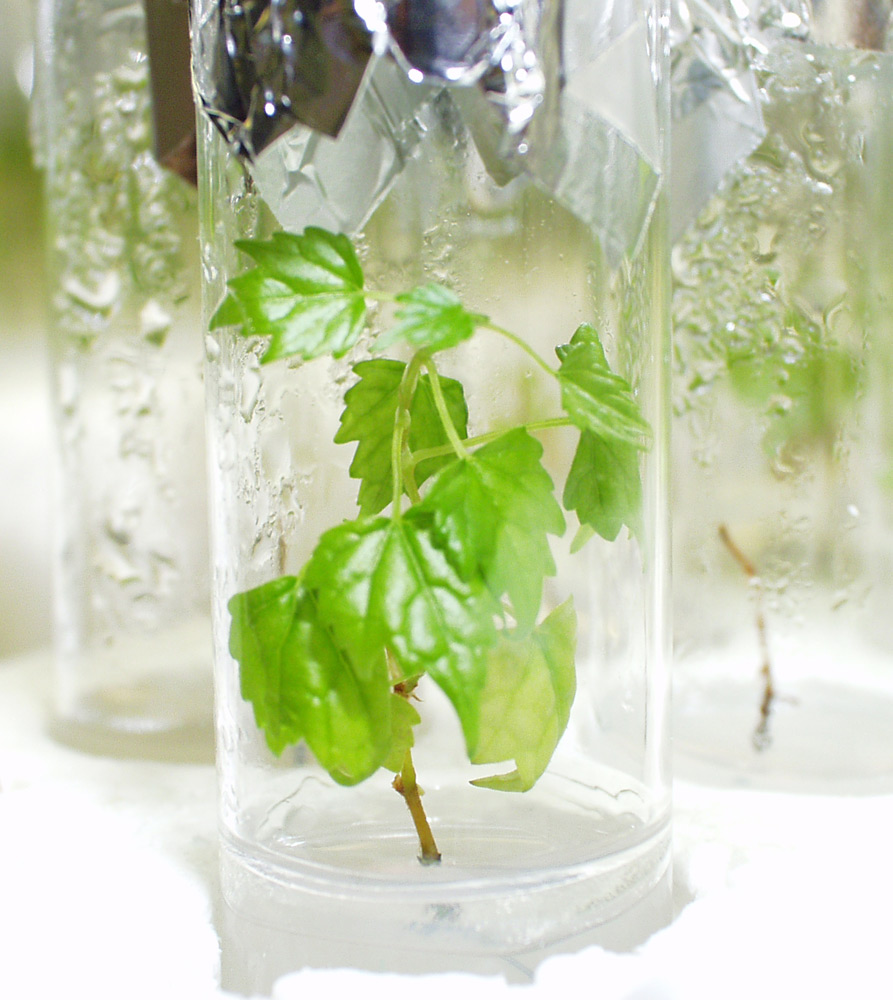
Conreo in vitro de Vitis (vinya), Geisenheim Engrapi Breeding Institute.

Després de la Segona Guerra Mundial es van desenvolupar una sèrie de tècniques que van permetre als fitomilloradors hibridar espècies relacionades llunyanament i induir artificialment la diversitat genètica.
Quan es creuen espècies llunyanes, els fitomilloradors utilitzen una sèrie de tècniques de cultiu de teixits vegetals per produir progenie a partir d'un aparellament que d'una altra manera seria infructuós. Els híbrids interespecífics i intergenèrics es produeixen a partir d'un encreuament d'espècies o gèneres relacionats que normalment no es reprodueixen sexualment entre si. Aquests creus es coneixen com a creus amples. Per exemple, el cereal triticale és un híbrid de blat i sègol. Les cèl·lules de les plantes derivades de la primera generació creada a partir de l'encreuament contenien un nombre desigual de cromosomes i, com a resultat, eren estèrils. L'inhibidor de la divisió cel·lular colchicinase va utilitzar per duplicar el nombre de cromosomes en la cèl·lula i així permetre la producció d'una línia fèrtil.
La impossibilitat de produir un híbrid pot deure's a incompatibilitat abans o després de la fertilització. Si la fertilització és possible entre dues espècies o gèneres, l'embrió híbrid pot avortar abans de la maduració. Si això ocorre, l'embrió resultant d'un encreuament interespecífic o intergenèric de vegades pot ser rescatat i conreat per produir una planta completa. Aquest mètode es coneix com Embryo Rescue. Aquesta tècnica s'ha utilitzat per produir nou arròs per Àfrica, un encreuament interespecífic d'arròs asiàtic (Oryza sativa) i arròs africà (Oryza glaberrima).
Els híbrids també es poden produir mitjançant una tècnica trucada fusió de protoplasts. En aquest cas, els protoplasts es fusionen, generalment en un camp elèctric. Els recombinants viables es poden regenerar en cultiu.
Els mutagens químics com EMS i DMS, la radiació i els transposons s'utilitzen per generar mutants amb trets desitjables per ser creuats amb uns altres conreessis, un procés conegut com a Millorament per Mutació. Els fitomilloradors clàssics també generen diversitat genètica dins d'una espècie en explotar un procés anomenat variació somaclonal, que ocorre en plantes produïdes a partir de cultius de teixits, particularment plantes derivades de calls. També es pot utilitzar la poliploidía induïda i l'addició o eliminació de cromosomes mitjançant una tècnica anomenada enginyeria cromosòmica.
Quan s'ha introduït un tret desitjable en una espècie, es realitzen diversos creus amb el pare favorit per fer que la nova planta sigui el més similar possible al pare favorit. Tornant a l'exemple de l'encreuament del pèsol resistent a la floridura amb un pèsol d'alt rendiment però susceptible, per fer que la progenie resistent a la floridura de l'encreuament se sembli més al pare d'alt rendiment, la descendència es creuarà amb aquest pare durant diverses generacions (Veure retroencreuament). Aquest procés elimina la major part de la contribució genètica del pare resistent a la floridura. El cultiu clàssic és, per tant, un procés cíclic.
Amb les tècniques de reproducció clàssiques, l'obtentor no sap exactament quins gens s'han introduït en els nous conreessis. Per tant, alguns científics sostenen que les plantes produïdes mitjançant mètodes de reproducció clàssics haurien de sotmetre's al mateix règim de proves de seguretat que les plantes modificades genèticament . Hi ha hagut casos en els quals les plantes obtingudes mitjançant tècniques clàssiques no han estat aptes per al consum humà, per exemple, el verí de solanina va augmentar involuntàriament a nivells inacceptables en certes varietats de papa mitjançant la Fitomillora. Les noves varietats de papa sovint s'analitzen a la recerca de nivells de solanina abans d'arribar al mercat.
Fins i tot amb l'últim en millorament convencional assistit per biotecnologia, la incorporació d'un tret requereix una mitjana de set generacions per a cultius propagats per clonació, nou per autofertilització i disset per a pol·linització creuada.

## Millorament vegetal modern
La Fitomillora modern pot utilitzar tècniques de biologia molecular per seleccionar, o en el cas de modificació genètica, per inserir, trets desitjables en les plantes. L'aplicació de la biotecnologia o biologia molecular també es coneix com a millorament molecular.

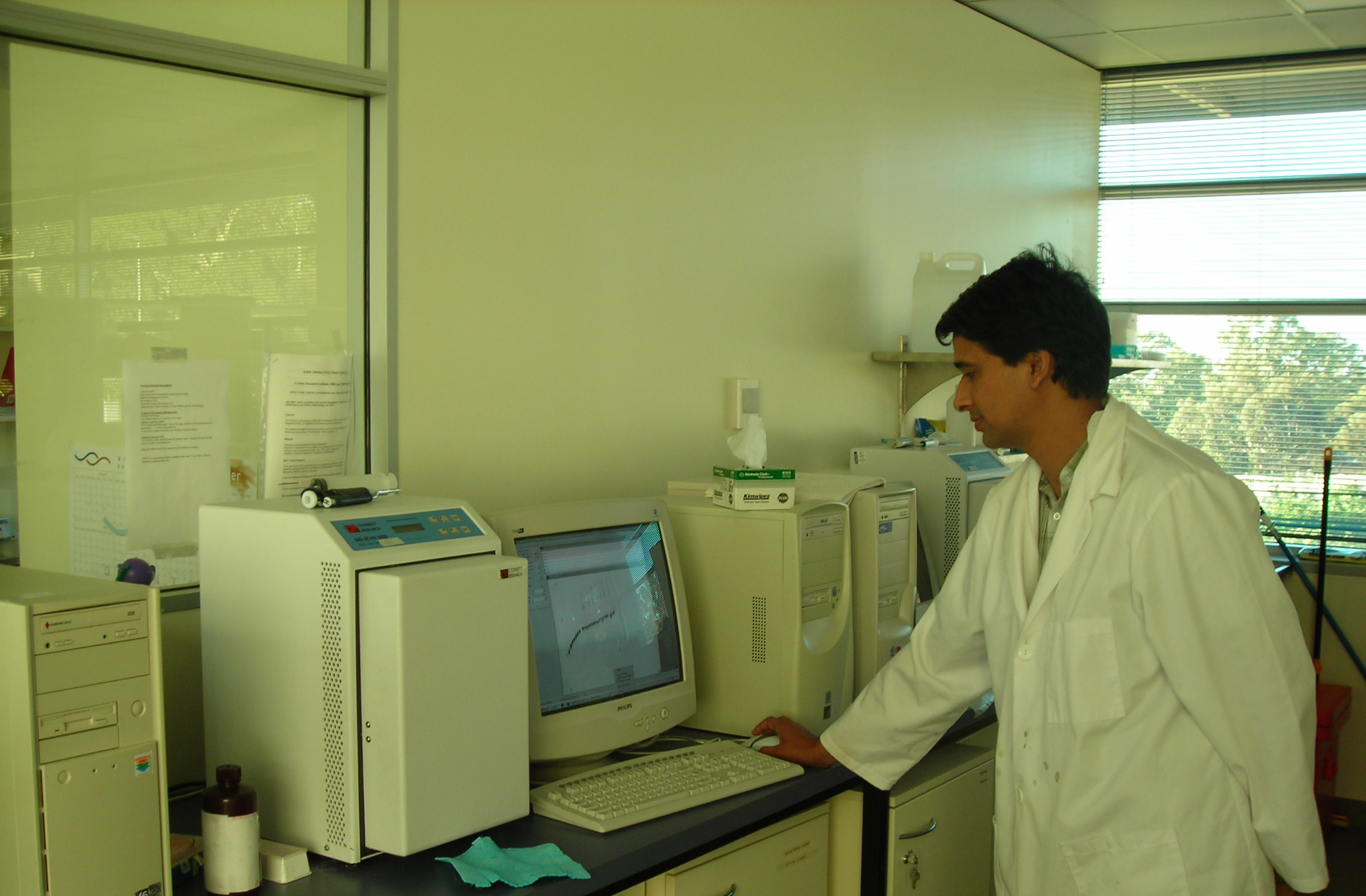
Les modernes instal·lacions de biologia molecular s'utilitzen ara en la Fitomillora.

### Selecció assistida per marcadors
De vegades, molts gens diferents poden influir en un tret desitjable en la Fitomillora. L'ús d'eines com a marcadors moleculars o empremtes dactilars d'ADN pot mapear milers de gens. Això permet als fitomilloradors seleccionar grans poblacions de plantes a la recerca d'aquelles que posseeixin el tret d'interès. El garbellat es basa en la presència o absència d'un determinat gen segons el determinat per procediments de laboratori, més que en la identificació visual del tret expressat en la planta. El propòsit de la selecció assistida per marcadors, o anàlisis del genoma vegetal, és identificar la ubicació i funció (fenotip) de diversos gens dins del genoma. Si s'identifiquen tots els gens, condueix a la seqüència del genoma. Totes les plantes tenen diferents grandàries i longituds de genomes amb gens que codifiquen proteïnes diferents, però moltes també són iguals. Si s'identifica la ubicació i funció d'un gen en una espècie de planta, és probable que també es pugui trobar un gen molt similar en una ubicació similar en el genoma d'una altra espècie relacionada.

### Reproducció inversa i haploides duplicats (DH)
Es poden produir plantes homozigots amb trets desitjables a partir de plantes de partida heterozigots, si es pot produir una cèl·lula haploide amb els al·lels per a aquests trets, i després es pot usar per fer un haploide doble. L'haploide doble serà homozigot per als trets desitjats. A més, es poden usar dues plantes homozigots diferents creades d'aquesta manera per produir una generació de plantes híbrides F1 que tenen els avantatges de l'heterozigositat i una major varietat de possibles trets. Per tant, una planta heterozigot individual triada per les seves característiques desitjables es pot convertir en una varietat heterozigot (híbrid F1) sense necessitat de reproducció vegetativa.però com a resultat de l'encreuament de dues línies haploides homozigòtiques / duplicades derivades de la planta seleccionada originalment. El cultiu de teixits vegetals pot produir línies i generacions de plantes haploides o dobles haploides. Això redueix la diversitat genètica presa d'aquesta espècie de planta per seleccionar trets desitjables que augmentaran l'aptitud dels individus. L'ús d'aquest mètode disminueix la necessitat de criar múltiples generacions de plantes per obtenir una generació que sigui homogènia per als trets desitjats, la qual cosa estalvia molt temps pel que fa a la versió natural del mateix procés. Hi ha moltes tècniques de cultiu de teixits vegetals que poden usar-se per aconseguir plantes haploides, però el cultiu de microespores és actualment el més prometedor per produir la major quantitat d'elles.

### Modificació genètica
La modificació genètica de les plantes s'aconsegueix agregant un gen o gens específics a una planta, o mitjançant l'anul·lació d'un gen amb ARNi, per produir un fenotip desitjable. Les plantes resultants de l'addició d'un gen es denominen sovint plantes transgèniques. Si per a la modificació genètica s'utilitzen gens de l'espècie o d'una planta encreuable sota el control del seu promotor natiu, llavors es denominen plantes cisgèniques. De vegades, la modificació genètica pot produir una planta amb el tret o trets desitjats més ràpid que el millorament clàssic perquè la majoria del genoma de la planta no s'altera.
Per modificar genèticament una planta, s'ha de dissenyar una construcció genètica de manera que la planta expressi el gen que s'agregarà o eliminarà. Per a això, s'ha d'introduir en la planta un promotor per impulsar la transcripció i una seqüència de terminació per detenir la transcripció del nou gen, i el gen o gens d'interès. També s'inclou un marcador per a la selecció de plantes transformades. En el laboratori, la resistència als antibiòtics és un marcador d'ús comú: les plantes que s'han transformat amb èxit creixeran en mitjans que continguin antibiòtics; les plantes que no hagin estat transformades moriran. En alguns casos, els marcadors per a la selecció s'eliminen mitjançant retroencreuament amb la planta mare abans del seu llançament comercial.
La construcció pot inserir-se en el genoma de la planta mitjançant recombinació genètica utilitzant el bacteri Agrobacterium tumefaciens o A. rhizogenes, o mitjançant mètodes directes com la pistola de gens o la microinjecció. L'ús de virus de plantes per inserir construccions genètiques en plantes també és una possibilitat, però la tècnica està limitada pel rang d'hostes del virus. Per exemple, el virus del mosaic de la coliflor (CaMV) solament infecta la coliflor i espècies relacionades. Una altra limitació dels vectors virals és que el virus no sol transmetre's a la progenie, per la qual cosa és necessari inocular totes les plantes.
La majoria de les plantes transgèniques alliberades comercialment es limiten actualment a plantes que han introduït resistència a plagues d'insectes i herbicides. La resistència als insectes s'aconsegueix mitjançant la incorporació d'un gen de Bacillus thuringiensis (Bt) que codifica una proteïna que és tòxica per a alguns insectes. Per exemple, el cuc de la càpsula del cotó, una plaga comuna del cotó, s'alimenta de cotó Bt, ingereix la toxina i mor. Els herbicides generalment actuen unint-se a certs enzims vegetals i inhibint la seva acció. Les enzims que inhibeix l'herbicida es coneixen com el lloc objectiu de l'herbicida. La resistència als herbicides es pot dissenyar en cultius mitjançant l'expressió d'una versió de la proteïna del lloc objectiu que no és inhibida per l'herbicida. Est és el mètode utilitzat per produir plantes de cultiu resistents al glifosat ("Roundup Ready").
La modificació genètica pot augmentar encara més els rendiments en augmentar la tolerància a l'estrès en un entorn determinat. Les tensions, com la variació de temperatura, s'assenyalen a la planta a través d'una cascada de molècules de senyalització que activaran un factor de transcripció per regular l'expressió gènica. S'ha demostrat que la sobreexpressió de gens particulars implicats en l'aclimatació al fred produeix més resistència a la congelació, que és una causa comuna de pèrdua de rendiment.
La modificació genètica de plantes que poden produir productes farmacèutics (i productes químics industrials), de vegades anomenada pharming, és una àrea nova bastant radical de la Fitomillora.